# Daniel Filmus
Daniel Fernando Filmus (Buenos Aires, 3 de junio de 1955) es un sociólogo, educador y político argentino.   
Fue ministro de Educación, Ciencia y Tecnología de Argentina durante la presidencia de Néstor Kirchner. Se desempeñó también como senador nacional por la Ciudad de Buenos Aires durante el período 2007-2013. Fue diputado nacional por la Ciudad de Buenos Aires (2017-2019). Entre 2019 y 2021 fue secretario de Malvinas, Antártida y Atlántico Sur, cargo que había desempeñado entre enero de 2014 y diciembre de 2015 con el título de secretario de Asuntos Relativos a las Islas Malvinas, con jerarquía de embajador, del Ministerio de Relaciones Exteriores y Culto. Desde el 20 de septiembre de 2021 fue el ministro de Ciencia, Tecnología e Innovación de la Nación Argentina.También fue miembro del Consejo Ejecutivo de la UNESCO. Actualmente, se desempeña como Director del Centro Iberoamericano de Investigación en Ciencia, Tecnología e Innovación (CIICTI).

## Biografía

### Primeros años
Entre 1976 y 1983 luego de terminar la carrera de Sociología en la Universidad de Buenos Aires, se dedicó a la docencia en el incipiente movimiento de derechos humanos.
En la década del 1980 obtuvo dos títulos de posgrado: una Especialización en Educación de Adultos y una Maestría en Educación. En esos años fue presidente del Colegio de Graduados en Sociología, participó del Consejo Administrativo de Poder Ciudadano e ingresó como investigador en la Facultad Latinoamericana de Ciencias Sociales (FLACSO), Sede Argentina, prestigioso organismo intergubernamental de docencia e investigación académica, del que luego fue director durante 8 años.

### Carrera política
En 1989, ingresó a la gestión pública como director general de Educación de la Ciudad de Buenos Aires designado por el Intendente Carlos Grosso. En 1992 renunció al cargo para ocupar la Dirección de FLACSO y dedicarse a la investigación en el Consejo Nacional de Investigaciones Científicas y Técnicas (CONICET) y la docencia en la Universidad de Buenos Aires, donde es profesor titular por concurso. En esos años también obtuvo dos premios de la Academia Nacional de Educación y escribió numerosos libros sobre educación, sindicalismo, y políticas educativas en América Latina, además de desempeñarse como asesor del Ministerio de Educación de la Nación.
En 2000 volvió al Gobierno de la Ciudad como secretario de Educación, designado por el jefe de Gobierno Aníbal Ibarra, cargo que ocupó durante casi tres años. 
En 2003 recibió el ofrecimiento de ser candidato a vicejefe de gobierno de la ciudad, pero optó por asumir el cargo de Ministro de Educación de la Nación designado por el presidente Néstor Kirchner (2003-2007).

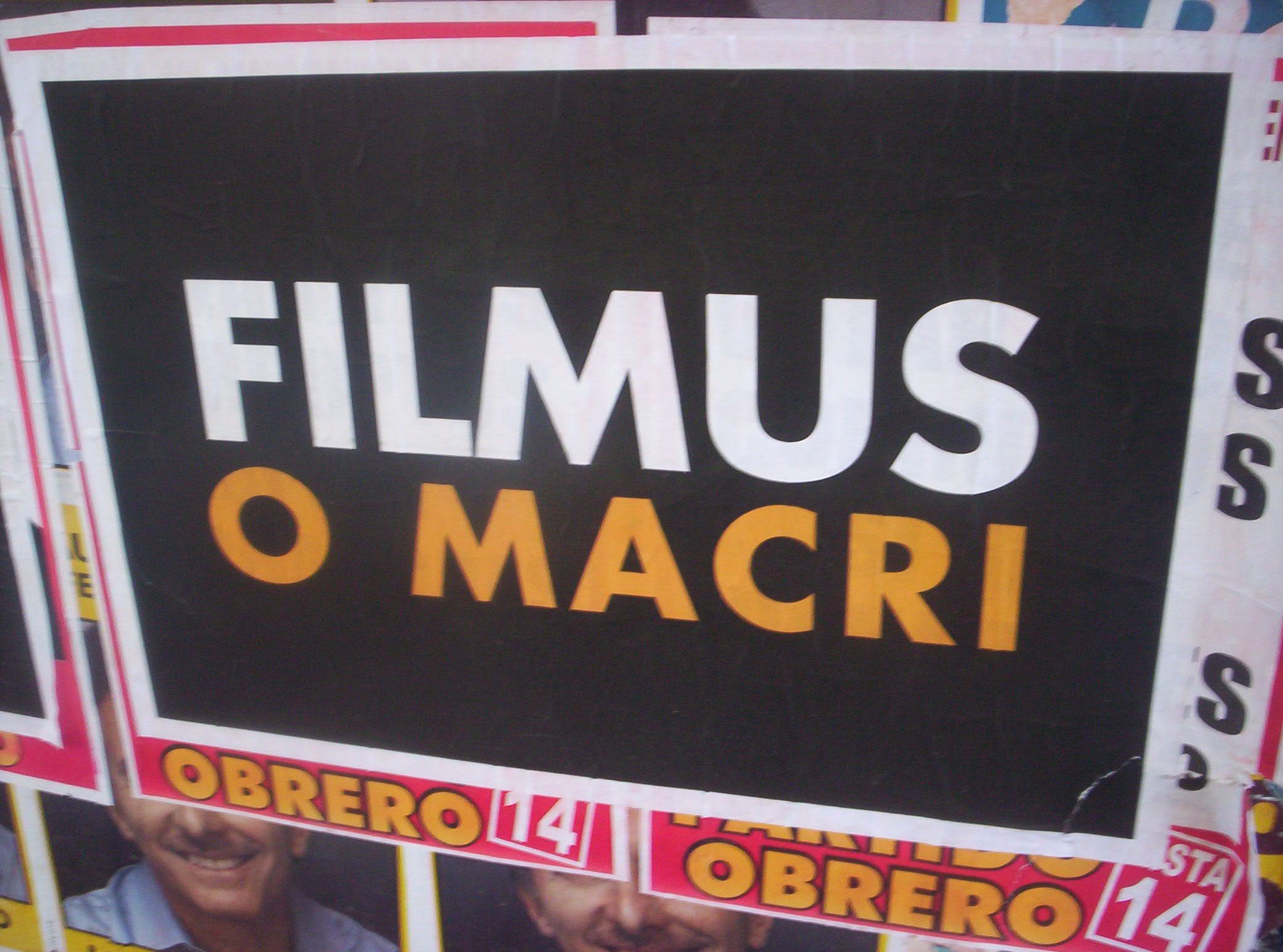
Cartel publicitario "Filmus o Macri" para la segunda vuelta de elección a jefe de Gobierno de la ciudad de Buenos Aires.

El 3 de junio de 2007 compitió por la Jefatura de Gobierno de la Ciudad de Buenos Aires por el Frente para la Victoria junto a Carlos Heller. Logró llegar a una segunda vuelta al no obtener ninguno de los candidatos el 50% de los votos necesarios, siendo finalmente vencido por Mauricio Macri, perteneciente a Propuesta Republicana (PRO) quién consiguió el 60% de los votos.
Tras la derrota electoral por la jefatura de gobierno, el 28 de octubre de 2007 se presentó como candidato a Senador por la ciudad de Buenos Aires y fue elegido por la segunda minoría con el 22.2% de los votos.
El 10 de julio de 2011 volvió a competir por la Jefatura de Gobierno de la Ciudad de Buenos Aires, pero acompañado por Carlos Tomada, ministro de trabajo en la gestión Kirchner, en la que obtuvo el 27,78% de los votos, mientras que su principal contrincante Mauricio Macri, obtuvo el 47,08%. En la segunda vuelta el entonces jefe de Gobierno fue reelecto, derrotando a Daniel Filmus con el 64%. Meses antes de las elecciones, Filmus denunció a Jaime Durán Barba, asesor de Mauricio Macri, y a otros miembros del PRO por campaña sucia en su contra, la causa pasó a la órbita de la justicia de la Ciudad de Buenos Aires dónde se estancó y fue cerrada sin continuarse la investigación.
El 27 de octubre de 2013 compitió para renovar su banca en el senado, obteniendo el 23.3% de los votos y perdiendo contra Gabriela Michetti y Pino Solanas.
Como conductor de la serie documental «Presidentes de Latinoamérica», que se emitió por Canal Encuentro y la TV Pública a partir de 2010, realizó entrevistas en profundidad a los gobernantes de la región desde una mirada social y humana, destacando su acción de gobierno y las aristas menos conocidas de sus vidas. El ciclo, cuya segunda temporada comenzó en 2014, presentó entrevistas con Cristina Fernández de Kirchner, Luiz Inácio Lula da Silva, Evo Morales, Michelle Bachelet, Tabaré Vázquez, José Mujica, Rafael Correa, Daniel Ortega, Álvaro Uribe, Hugo Chávez, Fernando Lugo y Óscar Arias Sánchez.
Entre otros premios y condecoraciones, en 2008 recibió la "Medalla Jan Amos Comenius", otorgada por la UNESCO en reconocimiento de los logros destacados en el campo de la investigación y la innovación educativa.
En enero de 2014 asumió como Secretario de Asuntos Relativos a las Islas Malvinas, con jerarquía de Embajador, del Ministerio de Relaciones Exteriores y Culto, cesando el 10 de diciembre de 2015 al asumir el nuevo presidente.
En las elecciones legislativas del 2017 de la Ciudad de Buenos Aires, participaró como primer precandidato de Unidad Ciudadana y compitió en las P.A.S.O. de Unidad Porteña junto con Itai Hagman  - AHORA Buenos Aires - y Guillermo Moreno de - Honestidad y Coraje -. Su lista ganó y finalmente en las Elecciones legislativas de Argentina de 2017 logró salir segunda por detrás de Vamos Juntos sacando 419.176 votos un 21,74% siendo electo diputado además de Gabriela Cerruti y Juan Cabandié, aunque después de que Filmus fuese nombrado como Secretario de Malvinas, Antártida y Atlántico Sur de la Nación Argentina en 2019 por el presidente Alberto Fernández Gisella Marziotta asumió su banca además de Carlos Heller ante el nombramiento de Juan Cabandié como ministro de Ambiente y Desarrollo Sostenible de la República Argentina.

## Publicaciones
Además de trabajos individuales, participó en varias obras colectivas.
- Educación, autoritarismo y democracia (1ª edición). Miño y Dávila. 1987. ISBN 978-950-9467-05-7. (En coautoría con Graciela Frigerio)
- Ultimo año del colegio secundario y discriminación educativa (1ª edición). Miño y Dávila. 1988. ISBN 978-950-9467-09-5. (En coautoría con Cecilia Braslavsky)
- Respuestas a la crisis educativa (1ª edición). Cántaro. 1988. ISBN 978-950-99091-2-0. (En coautoría con Cecilia Braslavsky)
- Demandas populares por educación (1ª edición). Aique Grupo Editor. 1992. ISBN 978-950-701-129-0.
- Para qué sirve la escuela (1ª edición). Tesis-Norma. 1993. ISBN 978-950-718-098-9.
- Los condicionantes de la calidad educativa (1ª edición). Novedades Educativas. 1995. ISBN 978-987-95294-9-2.
- El perfil de las organizaciones no gubernamentales en Argentina (1ª edición). Universitaria de La Plata. 1997. ISBN 978-987-9160-20-6. (En coautoría con María Elina Estébanez y Daniel Fernando Arroyo)
- La Argentina que viene (1ª edición). Grupo Editorial Norma. 1998. ISBN 978-987-9334-02-7. (En coautoría)
- Las transformaciones educativas en iberoamérica (1ª edición). Troquel. 1998. ISBN 978-950-16-3088-6.
- Política educacional (1ª edición). Universidad Nacional de Quilmes. 2000. ISBN 978-987-558-085-5. (En coautoría con Nora Gluz)
- Cada vez más necesaria, cada vez más insuficiente (1ª edición). Santillana. 2001. ISBN 978-950-46-1038-0.
- Sindicalismo docente (1ª edición). Temas Grupo Editorial. 2001. ISBN 978-987-9164-57-0. (En coautoría con M. Guillermina Tiramonti)
- Una escuela para la esperanza (1ª edición). Temas Grupo Editorial. 2002. ISBN 978-987-9164-70-9.
- Educación y nuevas tecnologías (1ª edición). Instituto Internacional de Planeamiento de la Educación IIPE-Unesco. 2003. ISBN 978-987-1439-07-2. (En coautoría)
- Desarrollo, educación y financiamiento (1ª edición). Organización de Estados Iberoamericanos para la Educación, la Ciencia y la Cultura. 2009. ISBN 978-987-20266-8-4. (En coautoría con Esteban Serrani)
- Desafios para un proyecto nacional (1ª edición). Grupo Editor Altamira. 2010. ISBN 978-987-9423-04-2. (En coautoría con  Carlos A. Tomada y Alberto Sileoni)
- Crisis, transformación y crecimiento (1ª edición). Eudeba. 2010. ISBN 978-950-23-1760-1. (En coautoría)
- Desafíos para un proyecto nacional 2 (1ª edición). Grupo Editor Altamira. 2010. ISBN 978-987-9423-06-6. (En coautoría con Carlos A. Tomada y Mercedes Marcó del Pont)
- Presidentes (1ª edición). Aguilar, Altea, Taurus, Alfaguara. 2011. ISBN 978-987-04-1815-3.
- Desafíos para un proyecto nacional 3 (1ª edición). Grupo Editor Altamira. 2011. ISBN 978-987-9423-08-0. (En coautoría con Carlos A. Tomada y Mercedes Marcó del Pont)
- Educar para una sociedad más justa (1ª edición). Aguilar, Altea, Taurus, Alfaguara. 2012. ISBN 978-987-04-2603-5. (En coautoría con Carina Viviana Kaplan. Prólogo de Bernardo Kliksberg)
- Desafíos para un proyecto nacional 4 (1ª edición). Grupo Editor Altamira. 2012. ISBN 978-987-9423-09-7. (En coautoría con Carlos A. Tomada y Mercedes Marcó del Pont, Nilda Garré, Alberto Sileoni y Jorge Taiana)
- Malvinas 1982-2015 (1ª edición). Ministerio de Cultura de la Nación. 2015. ISBN 978-987-3772-34-4. (Obra colectiva donde también participaron Martín Balza, Federico Bernal, Julio Cardozo, Leticia Manauta, Enrique Oliva, Teresa Parodi, Francisco José Pestanha, Jorge Rachid, Andrés Rodríguez, Rodolfo A. Del Valle, María Angélica Vernet y Sandra Vivequin)
- Desafíos para un proyecto nacional 5 (1ª edición). Grupo Editor Altamira. 2015. ISBN 978-987-9423-11-0. (En coautoría con Carlos A. Tomada y Mercedes Marcó del Pont, Nilda Garré, Alberto Sileoni y Jorge Taiana))
- Los noventa (1ª edición). Eudeba. 2015. ISBN 978-950-23-4664-9.
- Doce años, doce voces (1ª edición). Siglo XXI Editores Argentina. 2016. ISBN 978-987-629-711-0.
- Educar para el mercado (1ª edición). Editorial Octubre. 2017. ISBN 978-987-3957-20-8. (En coautoría con Sandra Carli, Diego Hurtado, Alberto Kornblihtt, Graciela Morgade, Marta Novick, Víctor Santa María y Ernesto Villanueva)
- "¡AFUERA! El lugar de la educación y la ciencia en el anarcocapitalismo", compilador, editorial Octubre & editorial Fedun, Buenos Aires, 2024.